# Asphyx (album)
Asphyx è il terzo album in studio del gruppo death doom metal olandese Asphyx, pubblicato nel 1994 dalla Century Media Records.

## Tracce
1. Prelude of the Unhonoured Funeral – 3:54
2. Depths of Eternity – 7:01
3. Emperors of Salvation – 4:59
4. 'Til Death Do Us Apart – 6:17
5. Initiation into the Ossuary – 9:49
6. Incarcerated Chimaeras – 5:01
7. Abomination Echoes – 2:43
8. Back into Eternity – 6:43
9. Valleys in Oblivion – 7:16
10. Thoughts of an Atheist – 5:23

## Formazione
- Ron van der Pol - basso, voce
- Eric Daniels - chitarra
- Sander van Hoof - batteria
- Heiko Hanke - basso
- Tonny Brookhuis - chitarra, intro (10)